# Asperula supina
Asperula supina là một loài thực vật có hoa trong họ Thiến thảo. Loài này được M.Bieb. mô tả khoa học đầu tiên năm 1808.